# Istoria locației sufletului

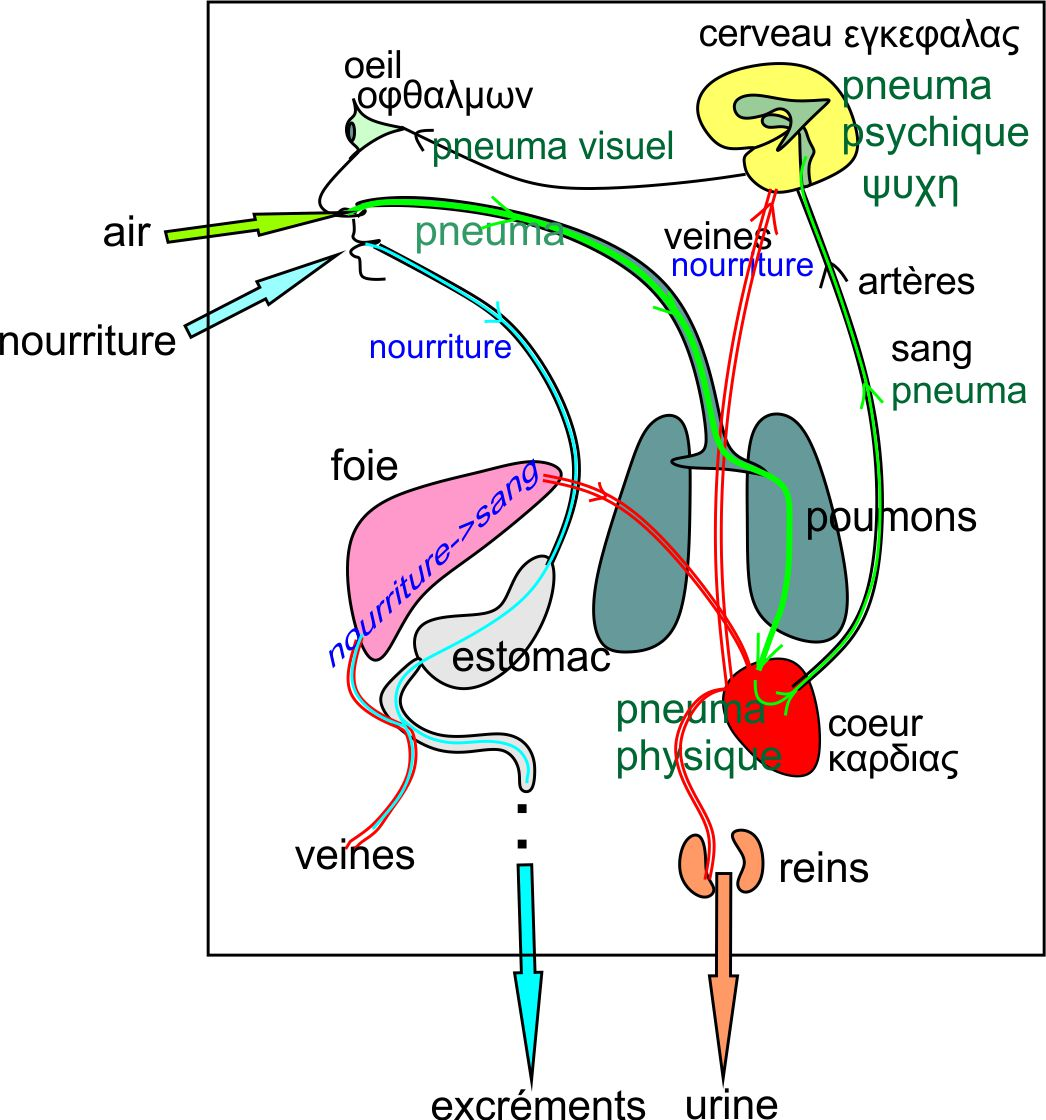
Descrierea corpului de către Galen prin „pneuma” sau ceea ce se înțelegea a fi sufletul

Căutarea unui suflet și localizarea acestuia au făcut obiectul multor speculații de-a lungul istoriei. În medicina și anatomia timpurie, s-a emis ipoteza că sufletul se află în interiorul corpului. Aristotel și Platon înțelegeau sufletul ca o formă incorporală, dar strâns legată de lumea fizică. Corpusul Hipocratic⁠(d) relatează evoluția gândirii conform căreia sufletul este localizat în corp și se manifestă în condiții de boală. Mai târziu, Galen a folosit în mod explicit descrierea lui Platon a sufletului incorporal la locațiile fizice din corp. Cel logic (λογιστικός) în creier, cel spiritist (θυμοειδές) în inimă și cel apetisant (ἐπιθυμητικόν) în ficat. Da Vinci a avut o abordare similară cu cea a lui Galen, localizând sufletul, sau senso comune, precum și imprensiva (intelectul) și memoria (memorie) în ventricule diferite ale creierului. Astăzi, neurologia și alte domenii ale științei care se ocupă de corp și minte, cum ar fi psihologia, fac o punte între ceea ce este fizic și ceea ce este incorporal.

## Egiptul antic
Se crede că prima teorie cunoscută referitoare la localizarea sufletului provine din Egiptul Antic, în timpul mileniului al treilea î.Hr. Civilizațiile egiptene antice aveau credința că sufletul era compus din mai multe părți: Ba, Ka, Ren, Sheut și Ib. Mai mult, Ib era localizat în inimă și era considerat forța vitală care aducea ființele umane la viață. Deoarece Ib era, de asemenea, responsabil pentru gânduri și sentimente, starea sa determina soarta unei persoane la moartea sa. Acest lucru avea loc în timpul unei ceremonii de cântărire a inimii, în care Anubis dădea cele mai grele inimi demonului Ammit. Se crede că viziunea egipteană antică asupra inimii a stat la baza teoriilor ulterioare privind localizarea sufletului uman.

## Corpus hipocratic
Corpusul hipocratic⁠(d) și numeroasele sale tratate demonstrează evoluția cunoștințelor despre corp și despre modul de tratare a afecțiunilor în raport cu sufletul. În tratatul privind bolile II, medicii sunt avertizați cu privire la bolile asociate cu aerul din corp, în special în plămâni, care determină pacientul să tușească viguros și răgușit: "διαπνειν δοΚει δια στηθεοζ", tradus prin „pacientul respiră prin plămâni”. Rândurile următoare detaliază faptul că aceasta era o afecțiune extrem de gravă pentru pacient și un motiv de mare îngrijorare. Pentru a remedia aerul din plămâni, medicul a fost sfătuit să curețe plămânii de cât mai mult aer posibil cu ajutorul unei vezici și al unui furtun.
Mai târziu în Corpus, în timpul sau după viața lui Aristotel, la Boala IV, Pneuma⁠(d) sau aerul este prezentat ca o forță vitală încălzitoare. În tratatul Despre boala sacră⁠(d), aerul este descris ca nefiind localizat doar în plămâni, ci în întregul corp și circulând îi dă viață. Conform tratatului, prima locație a aerului este creierul și descrie că afecțiunile medicale ale creierului pot fi cauzate de un blocaj al fluxului de aer acolo. Aristotel în lucrările sale se referă la pneuma fiind direct legat de suflet.